# Les reines du ring
Queens of the Ring (Les reines du ring) è un film del 2013 diretto da Jean-Marc Rudnicki.
Questa è stata la prima volta che la WWE Studios abbia prodotto una pellicola in Francia. Nel territorio francese il film è uscito il 3 luglio 2013, mentre in America è uscito l'11 novembre 2014.
La pellicola è stata un flop: infatti il budget è stato di circa 11 milioni di dollari, i guadagni appena 2 milioni. Il film è inedito in italia.

## Trama
Una madre single con un passato criminale è sconvolta dal fatto che suo figlio, ormai in piena fase adolescenziale, preferisca la compagnia dei suoi amici piuttosto che la sua. Decide allora di provare a diventare una wrestler insieme alle sue colleghe del supermercato dove lavora. Il wrestling infatti è l'unico modo per provare a riconciliare il rapporto tra madre e figlio, ormai quasi spezzato.

## Produzione
La WWE Studios assunse la commercializzazione del film negli Stati Uniti e acquistò i diritti cinematografici per realizzare un remake.
La prima del film ci fu il 12 giugno 2013 al Festival du Film de Cabourg, il 3 luglio 2013, nei cinema francesi, dove è stato visto da circa 254.000 spettatori. Lì vinse il premio del pubblico. Il film arrivò il 24 aprile 2014 nelle sale tedesche.

## Accoglienza
Sul sito Internet Movie Database 5,5 punti su 10 su un totale di 377 recensioni, non superando quindi la sufficienza.